# Mortoniodendron uxpanapense
Mortoniodendron uxpanapense là một loài thực vật có hoa trong họ Cẩm quỳ. Loài này được Dorr & T. Wendt mô tả khoa học đầu tiên năm 2004.